# روزماري كينيدي
روز ماري (بالإنجليزية: Rosemary Kennedy) روزماري   كينيدي  (13 سبتمبر 1918 - 7 يناير 2005)، الابنة الأكبر لجوزيف كينيدي وروز فيتزجيرالد كينيدي، وشقيقة الرئيس جون كنيدي، وعضو مجلس الشيوخ روبرت كينيدي وتيد كينيدي.
كانت روزماري تعاني من مشاكل سلوكية، مما أدى إلى كونها أقل قدرة أكاديمية ورياضية من أشقائها. رتب والدها لها جراحة فصية للفص الجبهي عند عمر 23 عام، لكنها فشلت وتركتها عاجزة بشكل دائم. قضت روزماري بقية حياتها في مؤسسة في جيفرسون (ويسكونسن)، مع اتصال محدود بأسرتها. وقد تكون حالتها قد ألهمت شقيقتها، يونيس كينيدي شرايفر، لبدء الأولمبياد الخاص في عام 1962.

## الأسرة والحياة المبكرة
ولدت روز ماري كينيدي في منزل والدها جون فيتزجيرالد كينيدي في بروكلين (ماساتشوستس). كانت الطفلة الثالثة والابنة الأولى لجوزيف ب. كينيدي، الأب وروز كينيدي. سميت علي اسم والدتها، وكانت تدعي عادة «روزماري» أو «روزي». خلال ولادتها، لم يكن الطبيب متاحًا على الفور، وأمرت الممرضة روز كنيدي بإبقاء ساقيها مغلقتين، مما أجبر رأس الطفل على البقاء في قناة الولادة لمدة ساعتين. نتج عن هذا الإجراء نقص الأكسجين مما أدي إلي تلف في المخ. عندما بدأت روز ماري في النمو كطفل رضيع، لاحظ والداها أنها لم تصل إلى خطوات التطوير الأساسية التي يمكن لطفل رضيع أو طفل صغير الوصول إليها عادة في شهر أو سنة معينة. في سن الثانية، كان لديها صعوبة في الجلوس، والزحف، وتعلم المشي ثم إطعام نفسها.
بموجب قانون ولاية ماساشوستس، خضعت لاختبار ذكاء ستانفورد-بينيه قبل الصف الأول، حيث فشلت مرتين في التقدم من رياض الأطفال.
أرسلت روز كينيدي روزماري إلى دير القلب المقدس في بروفيدنس (رود آيلاند)، في سن 15 عامًا، حيث تم تعليمها بشكل منفصل عن الطلاب الآخرين. حيث تفرغت راهبتان ومعلمة خاصة، المعلمة نيوتن، لها طوال اليوم في فصل دراسي منفصل. منح كينيدي المدرسة ملعب تنس جديد لجهودهم. كانت مهارات القراءة والكتابة والهجاء والعد لديها لم تتعدي مستوى الصف الرابع.
وفقًا لهينري جيدارد، فقد عانت روزماري شخصيًا من الإعاقة الذهنية. كان معدل الذكاء لديها يتراوح بين 60 و 70 (في البالغين، هذا يعادل العمر العقلي لطفل بين ثمانية والثانية عشر). كانت روز كينيدي لا تثق في صديقاتها، وكانت تدعي أن ابنتها طبيعية أمام الأقارب والأغراب بعيدي الصلة عن العائلة والذين لا يعرفون شيئاً عن انخفاض معدل ذكاء روزماري.
تكشف اليوميات التي كتبها في أواخر الثلاثينات من القرن الماضي، ونشرت في الثمانينيات، عن امرأة شابة كانت حياتها مليئة بالنزهات إلى الأوبرا، ورقصات الشاي، وأكسسوارات الملابس، وغيرها من المصالح الاجتماعية:
- «ذهبنا إلى مأدبة غداء في قاعة الاحتفالات في البيت الأبيض. جيمس روزفلت أخذنا لرؤية والده، [فرانكلين دي روزفلت | الرئيس روزفلت].»
- «بعد فوات الأوان على الفطور. لعبت بينغ بونغ مع شقيقة رالف، وأيضاً مع رجل آخر. تناولت الغداء في 1:15. وذهبت إلى سباقات الخيل، وراهنت وفزت بدولار ونصف، ثم ذهبت إلى الفيلم الإنجليزي في الخامسة، وتناولت العشاء الساعة 8:45، وذهبت إلى الصالة مع الآنسة كاهيل ويونيس.»[8]

قرأت القليل من الكتب ولكنها كانت تحب قراءة «ويني-ذا-بوه». تمكنت روزماري من الحصول على دبلوم من كلية مجتمع ماساتشوستس لمدة عامين.

### الظهور في المحكمة البريطانية
تم تقديم كينيدي للملك جورج السادس والملكة إليزابيث باوز ليون أثناء خدمة والدها كسفير الولايات المتحدة لدى المملكة المتحدة. قدم جون كينيدي بناته في الحفل، وهو ما أكسبه حظوظاً في الصحافة. كانت الشابات يمارسن الرقصة الملكية المعقدة، حيث كن يتعلمن الأداء في مدرسة فانساني للرقص بالقرب من هارودز. وكانت روزماري تمارس الرقص لساعات. كانت ترتدي ثوبًا مصنوعًا من التول الأبيض، يحمل باقة من زنابق الوادي. وصفت أختها كاثلين بأنها «مذهلة، لكنها كانت مجرد ظل لجمال روزماري».
وصفها كاتب سيرة عائلة كينيدي بأنها "جميلة للغاية" مع "ابتسامة رائعة". في سن العشرين، كانت شابة رائعة، أميرة ثلجية مع خدود حمراء، وابتسامة لامعة، وشخصية ممتلئة، وإطلالة مبهجة لكل من قابلتهم تقريبًا".

## الجراحة الفصية
روزماري الناضجة التي كانت طفلة وديعة، أصبحت متسلطة وأكثر تمرداً. كما ورد أنها تعرضت لتغيرات مزاجية عنيفة. ومنذ ذلك الحين عزا بعض المراقبين هذا السلوك إلى عدم قدرتها على التواؤم مع الأشقاء، وأيضاً نتيجة للطفرات الهرمونية المرتبطة بـ سن البلوغ. على أي حال، واجهت الأسرة صعوبة في التعامل مع مزاجها العاصف والسلوك المتهور. بدأت روزماري بالتسلل في الليل من مدرسة الدير في واشنطن العاصمة، حيث تم الاعتناء بها وتعليمها. لقد أحبط سلوكها غير المنتظم من حين لآخر والديها، اللذان توقعا أن يتصرف جميع أبنائهما بشكل مناسب. كان جوزيغ كينيدي، يشعر بالقلق بشكل خاص من أن سلوك ابنته من شأنه أن يخجل ويحرج العائلة وربما يلحق الضرر بحياته السياسية.
بعد عملية الجراحة الفصية، سرعان ما أصبح واضحًا أنها لم تنجح. تضاءلت القدرة العقلية لـ روزماري إلى طفل يبلغ من العمر عامين. لم تستطع المشي أو التحدث بصراحة وأصبحت تعاني منسلس البول.

## ما بعد الجراحة
بعد هذه العملية، تم إضفاء الطابع الرسمي على روزماري. عاشت في البداية لعدة سنوات في كريغ هاوس، وهي مستشفى للأمراض النفسية الخاصة على بعد ساعة شمال مدينة نيويورك. في عام 1949، تم نقلها إلى جيفرسون (ويسكونسن) ، حيث عاشت لبقية حياتها على أرض مدرسة سانت كوليتا للأطفال الاستثنائيين (المعروفة سابقاً باسم «معهد سانت كوليتا للشباب المتأخرين عقلياً»).

وكان رئيس الأساقفة ريتشارد كوشينغ قد أخبر والدها عن سانت كوليتا، وهي مؤسسة لأكثر من ثلاثمائة شخص يعانون من الإعاقة، وسافر والدها إلى منزل خاص وقام ببنائه نحو ميل خارج حرم سانت كوليتا الرئيسي، والذي تم تصميمه للبالغين الذين يحتاجون إلى رعاية مدى الحياة. ودعا الراهبات المنزل «كوخ كينيدي». وقدمت راهبتان كاثوليكيتان، الأخت مارغريت آن والأخت ليونا، الرعاية إلى جانب طالبة وامرأة كانت تعمل علي تعليم صناعة الخزف لروزماري ثلاث ليالٍ في الأسبوع.
بعد وفاة والدها في عام 1969، بدأت روزيماري في بعض الأحيان بزيارة أقاربها في فلوريدا وواشنطن العاصمة، ومنزل طفولتها في كيب كود. وبحلول ذلك الوقت، تعلمت روزماري المشي مرة أخرى ولكنها كانت تعرج. لم تستعد أبدًا القدرة على التحدث بوضوح وكانت ذراعها به شلل. يُنسب الفضل أحيانًا إلى حالتها كمصدر إلهام لـ يونيس كينيدي شرايفر لاحقًا للبدأ في فعاليات الأولمبياد الخاص بالمعاقين، على الرغم من أن شرايفر قالت «لصحيفة نيويورك تايمز» في عام 1995، أن هذا ليس هو السبب تمامًا.

## وفاتها
توفيت روزماري كينيدي لأسباب طبيعية في 7 يناير 2005، في مستشفى فورت أتكينسون التذكاري في فورت أتكينسون (ويسكونسن)، في سن 86، في وجود شقيقاتها جان، ويونيس، وباتريشيا، وأخوها تيد، إلى جانبها. دفنت بجانب والديها في مقبرة روح القدس في بروكلين (ماساتشوستس).

## مزيد من القراءة
- Shriver، Timothy (2014). Fully Alive: Discovering What Matters Most. New York, NY: Sarah Crichton Books-Farrar, Straus and Giroux.
- Larson، Kate. Rosemary: The Hidden Kennedy Daughter.

## روابط خارجية
- روزماري كينيدي على موقع IMDb (الإنجليزية)
- روزماري كينيدي على موقع الموسوعة البريطانية (الإنجليزية)
- روزماري كينيدي على موقع إن إن دي بي (الإنجليزية)
- "Rosemary Kennedy, JFK's sister, dies at 86 – Born Mentally Disabled, She Was Inspiration for Special Olympics" obituary by أسوشيتد برس at إم إس إن بي سي, January 8, 2005

قالب:Kennedy family
قالب:Robert F. Kennedy
قالب:Ted Kennedy